# Furia infernale
Furia infernale è un film del 1957 diretto da John Farrow. È un film poliziesco drammatico sulla pena di morte interpretato da Diana Dors, Rod Steiger, Tom Tryon e Beulah Bondi.

## Trama
Phyllis racconta la sua vita in flashback, dal momento in cui conosce in un bar il ricco agricoltore Paul Hochen, e in seguito lo sposa. Successivamente Phyllis ha un flirt con un cowboy di rodeo, San Sanders, e lo va a trovare ogni volta che il marito è via.
Una notte, la sua anziana suocera pensa che uno scassinatore stia entrando in casa, così telefona alla polizia. Phyllis vede questa come un'opportunità per uccidere il marito ed incolpare del crimine lo scassinatore. Il piano va in fumo il giorno dopo, quando per sbaglio uccide il migliore amico del marito. Per non finire in prigione, Phyllis convince il marito a confessare l'uccisione e insieme i due elaborano una versione che potrebbe lasciare libero l'uomo dopo il processo. Sfortunatamente per suo marito, al processo Phyllis mente e lui viene accusato di omicidio.
Quando sua suocera muore per avvelenamento, la responsabilità va a Phyllis, che viene portata in carcere - per un crimine che non ha commesso. In seguito, verrà giustiziata nella camera a gas. Il film si conclude con Paul che mostra al loro figlio Michael i terreni che un giorno saranno suoi.